# Ústav marxismu-leninismu ÚV KSSS
Ústav marxismu-leninismu při ÚV KSSS (rusky Институт марксизма-ленинизма при ЦК КПСС) byl vědecko-výzkumným pracovištěm v SSSR. Ústav byl zřízen v roce 1921 pod názvem Ústavu Markse–Engelse a v letech 1956–1991 se nazýval Ústavem marxismu-leninismu. Zabýval se studiem dějin Komunistické strany Sovětského svazu, dělnického hnutí a socialistické výstavby v SSSR, aktuálními problémy marxismu-leninismu. V rámci ústavu vycházel časopis Otázky dějin KSSS (rusky Вопросы истории КПСС).

## Ředitelé
- Akad. Vladimir Adoratskij (1931–1939)
  - zástupcové Abram Deborin (1924–1931), Vladimir Sorin (1928–1937), Ivan Orachelašvili (1932–1937) Maximilian Saveljev (1936–1939)
- Akad. Mark Mitin (1939–1944)
- člen korespondent Akademie věd SSSR Vladimir Kružkov (1944–1949)
- Akad. Pjotr Pospelov (1949–1952, 1961–1967)
- doktor historických věd Gennadij Običkin (1952–1961)
- Akad. Pjotr Fedosejev (1967–1973)
- Akad. Anatolij Jegorov (1974–1987)
- Akad. Georgij Smirnov (1987–1991)
  - zástupce Michail Mčedlov
- Akad. Michail Gorškov (1991, úřadující ředitel)